# Jaguar XJ-S
La Jaguar XJ-S, in seguito solo XJS, è una coupé di fascia alta prodotta dalla Jaguar tra il 1975 e il 1996.
Basata sulla meccanica della coeva berlina Jaguar XJ, la "XJ-S" sostituì la E-Type V12, venendo prodotta per 20 anni e sette mesi dal 1976 al 1996, in 115 413 esemplari suddivisi in 3 serie.

## Storia e sviluppo
Il primo lavoro per portare ad una sostituta della Jaguar E-Type venne siglato "XJ27" e partì nel 1969 con William Heynes responsabile capo del progetto. Come sua erede sarebbe stata naturale un'auto scoperta, tuttavia in base alle normative in merito alla sicurezza in Europa e soprattutto negli USA ed alle tendenze di mercato, si decise di investire in una Gran Turismo 2+2 chiusa. Nelle intenzioni della casa doveva essere lanciata nel 1972 ma poi l'entrata della Jaguar nel gruppo British Leyland e la crisi petrolifera del 1973 fecero posticipare il lancio al 1975.

### Prima serie: XJ-S (1975-1980)

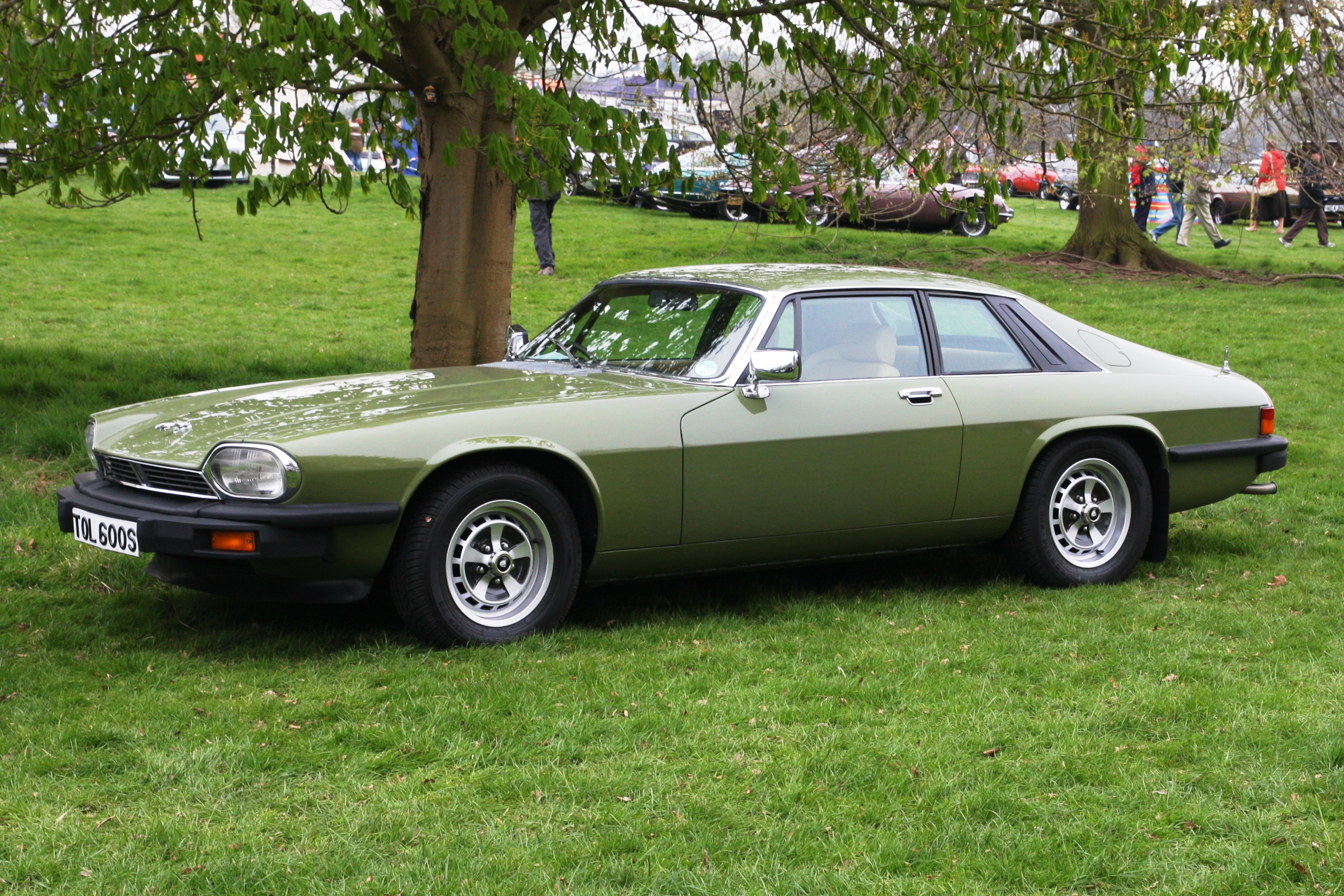
Jaguar XJ-S V12 del 1978

La prima XJ-S venne presentata il 10 settembre 1975 al Salone dell'Automobile di Francoforte ma entrò effettivamente in produzione solo nel 1976. Il motore utilizzato era il V12 EFI (Electronic Fuel Injection) con iniezione Bosch D-Jetronic da 5,3 litri con 288 CV e 40 Kgm di coppia massima che, a carburatori, aveva equipaggiato la E-Type 3ª serie abbinato al cambio automatico Borg-Warner mod.12 o al cambio manuale a 4 marce della E-Type. Tuttavia quel cambio manuale venne poco apprezzato dai clienti e quindi eliminato nel 1979 e da allora tutte le vetture V12 prodotte in seguito montarono la sola trasmissione automatica, una nuova GM Turbo Hydra-Matic 400 a 3 rapporti.Nello stesso 1979 si pensò di adottare anche il cambio meccanico a 5 rapporti della terza serie della berlina XJ, introdotta in quell'anno, in versione rinforzata con ingranaggio primario da 84 anziché 77 mm, viste le maggiori potenza e coppia, però l'iniziativa non si concretizzò.
L'autotelaio era derivato dalla berlina Jaguar XJ contemporanea con sospensioni a 4 ruote indipendenti con molle e ammortizzatori idraulici (doppi al posteriore), 4 freni a disco (anteriori autoventilanti), cerchi in lega leggera, pneumatici Dunlop SP Super E205/70 VR15 e sterzo servoassistito di serie. Sempre di serie erano montati alzacristalli elettrici, chiusura centralizzata e aria condizionata. 
Tutto questo rendeva la vettura più una granturismo potente e sicura che una vera sportiva, comunque le prestazioni erano in linea con la tradizione Jaguar. Infatti la versione manuale provata da "The Autocar" raggiungeva i 100 km/h in 6,9 secondi e toccava i 245 km/h nonostante il peso fosse di ben 1675 Kg a vuoto.
L'accoglienza riservata alla vettura fu piuttosto tiepida rispetto a quella riservata alla E-Type nel 1961; tuttavia l'antenata era rivoluzionaria per linea e rapporto prezzo/prestazioni mentre questa era una vettura, per così dire, tradizionale meccanicamente e stilisticamente meno coinvolgente. Oggetto delle critiche oltre al consumo esagerato fu la linea, sobria ed elegante ma poco sportiva, in particolar modo le due stravaganti "pinne" posteriori, e in cui oltretutto non si notava parentela diretta con la sinuosa E-Type.
All'interno venne criticata l'assenza di inserti in legno sulla plancia, sostituito da più sportivo, ma meno nobile, alluminio spazzolato. Anche questa scelta fu duramente criticata dai clienti più affezionati poiché il carattere tranquillo della vettura, che la rendeva una Gran Turismo di classe più che la sportiva che era stata la E-Type, lo avrebbe consentito. Questo e le richieste dei clienti fecero sì che con un successivo restyling il legno prendesse il posto dell'alluminio.
La vettura nacque già conforme alle severe norme sulla sicurezza e antinquinamento USA, quindi queste vetture si differenziano dalle sorelle europee solo per la presenza di allestimenti esterni specifici (cromature aggiuntive) e soprattutto per la presenza di quattro fari rotondi singoli al posto dei due proiettori ovali.

### Seconda serie: XJ-S HE (1981-1991)
Nel 1981 la XJ-S ricevette il nuovo motore V12 5.3 HE (High Efficiency) con camere di combustione "Fireball" ad alta turbolenza per migliorare prestazioni e soprattutto i consumi della vettura. La nuova testata venne progettata dall'ingegnere svizzero Michael May insieme ad Harry Mundy, responsabile della sezione motori Jaguar. Il "nuovo" motore, con rapporto di compressione innalzato a 12,5:1, raggiungeva i 300 CV di potenza massima (12 in più rispetto ai precedenti 288) e 41,4 Kgm di coppia massima riducendo i consumi da 20.2 litri/100 Km a "soli" 17,7 litri/100 Km. La nuova XJ-S HE, come venne denominata, era la più veloce vettura automatica del mondo con i suoi 249 km/h. 
All'esterno i paraurti vennero dotati di un nuovo profilo superiore cromato e i cerchi in lega vennero ridisegnati con un motivo "a stella marina" a cinque punte mentre all'interno arrivarono i rivestimenti del bagagliaio in tinta con la moquette e non più neri e finalmente gli inserti in legno sulla plancia, sul cruscotto e sui pannelli delle portiere. 

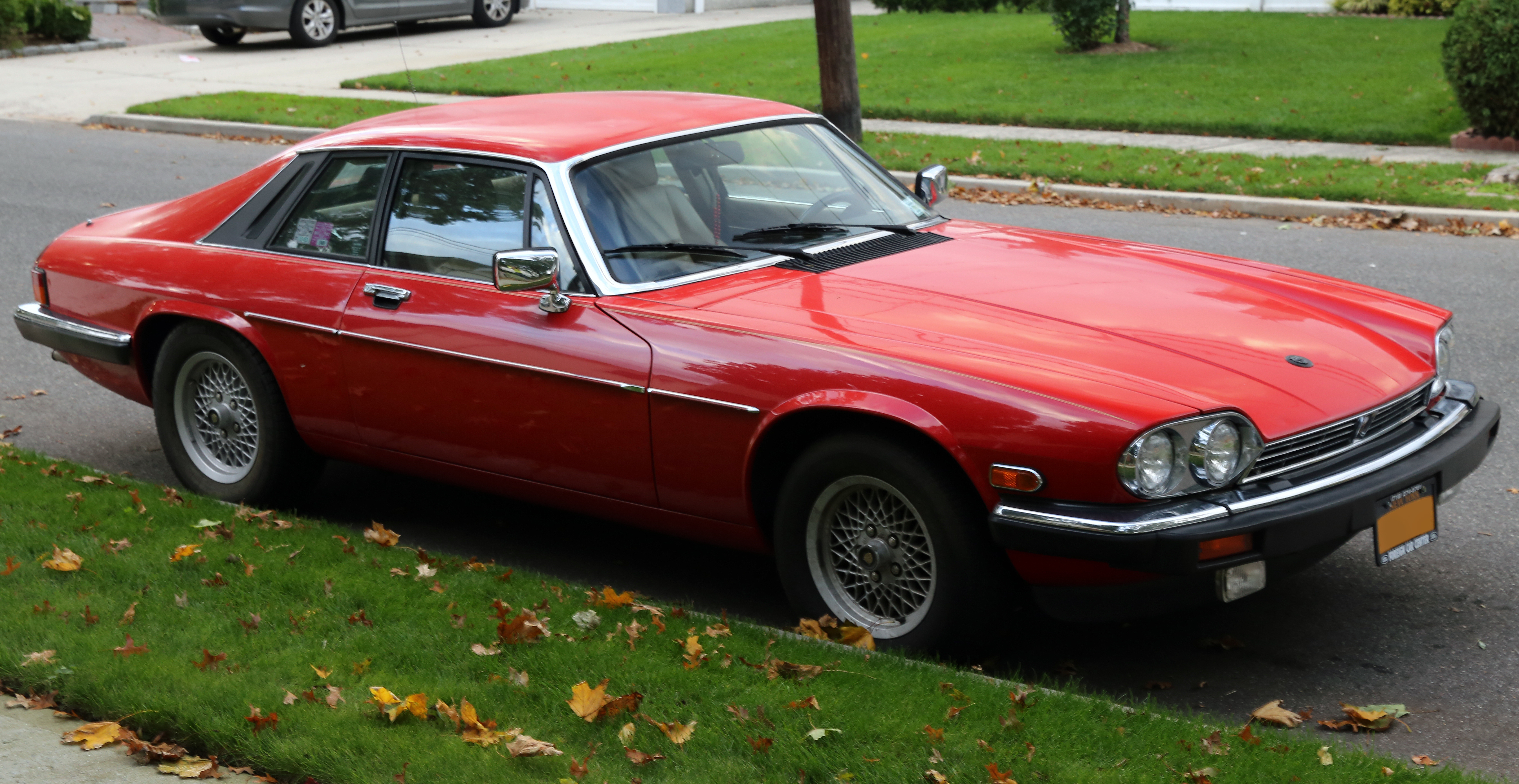
Una Jaguar XJ-S V12 del 1989 destinata al mercato americano, si notino i due fanali separati per rispettare le normative USA

Nell'ottobre 1983 uscirono due nuove versioni della XJS. La prima era dotata del nuovo motore sei cilindri in linea da 3,6 litri "AJ6", bialbero 24 valvole. Capace di 225 CV e 33,2 Kgm di coppia massima e accoppiato ad un cambio manuale Getrag 265 a 5 marce rese questa versione una vera sportiva (omologata infatti solo per 2 persone) con cui Autocar raggiunse i 220 Km/h coprendo lo 0-100 Km/h in 7,4 s. e consumando 16 litri/100 Km.
La seconda versione si trattava della prima XJ-S aperta, la XJ-SC, una Targa due posti con lunotto ripiegabile in plastica che manteneva le centine di sostegno del tetto per non ridurre la rigidità torsionale. All'inizio venne resa disponibile esclusivamente con il nuovo 6 cilindri e solo nel 1985 entrò in produzione la XJ-SC V12 solo automatica. 
Nel 1987 sulle 6 cilindri venne reso disponibile un nuovo cambio automatico ZF 4HP22 a 4 marce e nel 1989 arrivò su tutte le auto il catalizzatore a 3 vie.
Intanto al Salone di Ginevra 1988 era stata finalmente presentata la XJ-S Convertibile, una vera versione scoperta della vettura con tettuccio in tela studiata in collaborazione con la carrozzeria Karmann che sostituì la precedente cabriolet Targa. La capote in tela con lunotto in vetro si ripiegava elettricamente in 12 secondi. Era disponibile sia con il nuovo 6 cilindri che con il v12 ma esclusivamente col cambio automatico. Questo allestimento cabriolet era stato anticipato da alcuni carrozzieri che convertivano coupé nuove, in particolare Hess & Eisenhardt negli Stati Uniti, Lynx in Inghilterra e Arden in Germania.

### Terza serie restyling: XJS (1991-1996)

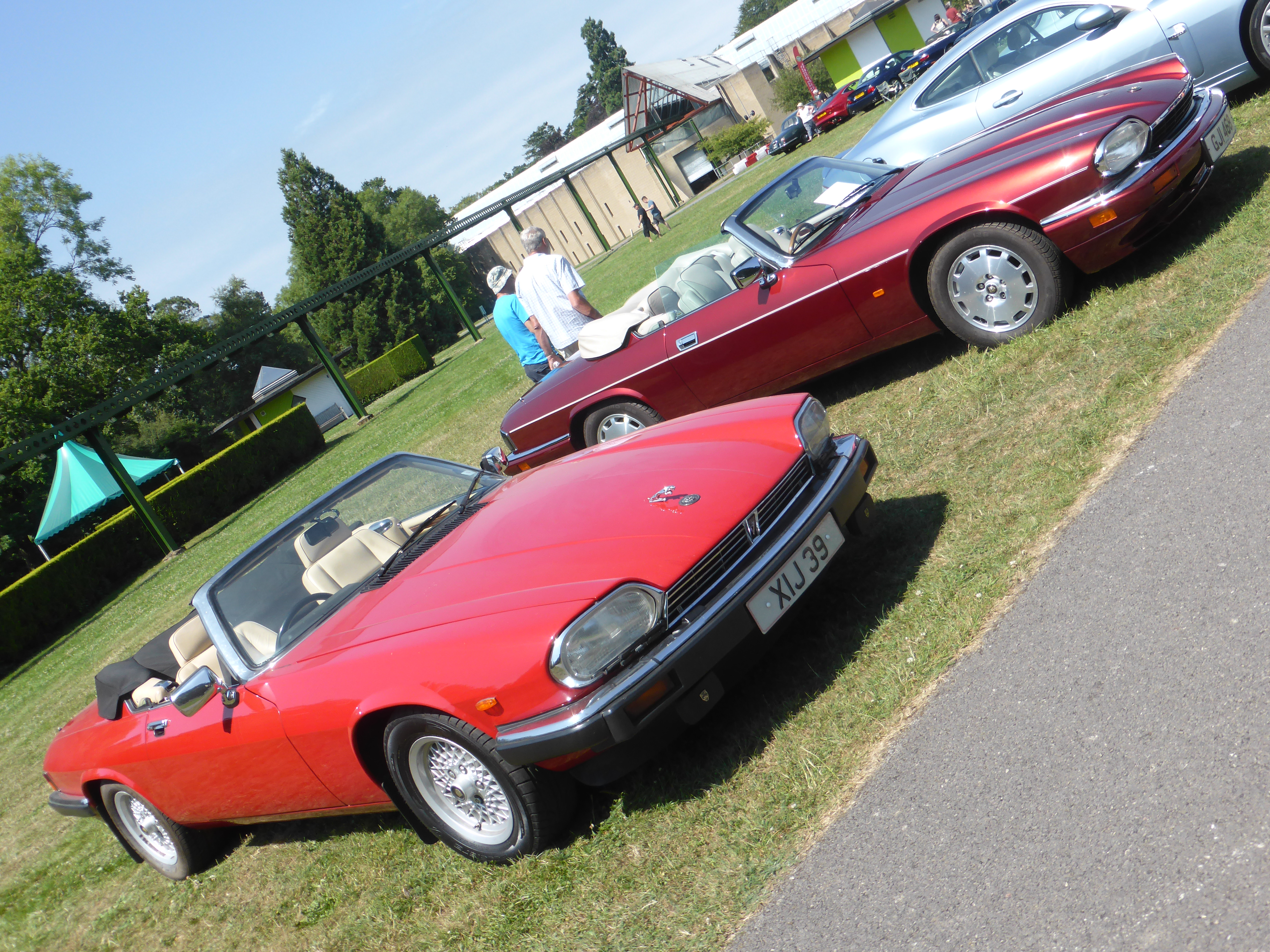
Una Jaguar XJ-S Convertible V12 del 1989 e, in secondo piano, una XJS Convertible 4.0 1996

Come primo atto della nuova gestione Ford, nel maggio 1991, la vettura venne completamente ristilizzata, cambiandole anche la denominazione in XJS (senza trattino). La convertibile venne introdotta nell'Aprile 1992, un anno dopo la coupé. Il 6 cilindri in linea "AJ6", da subito passó da 3,6 litri a 4,0 litri raggiungendo i 222 CV, mentre restó invariato il V12 di 5.3 litri, con medesima potenza. Le modifiche che più fortemente caratterizzarono questa nuova versione, cosiddetta "face lift", furono lo specchio di coda, completamente nuovo, con fanaleria posteriore fumé a sviluppo orizzontale, i finestrini anteriori che persero il telaio di sostegno, e quelli posteriori che vennero ingranditi e modificati nella forma, eliminando la modanatura di plastica. Le controverse "pinne" posteriori, però, vennero conservate dopo lunghi ripensamenti, giacché, secondo il designer Geoff Lawson, autore del restyling, e secondo sondaggi effettuati presso i clienti sia Jaguar che Daimler, in America ed in Inghilterra, queste erano parte integrante del carattere della vettura.

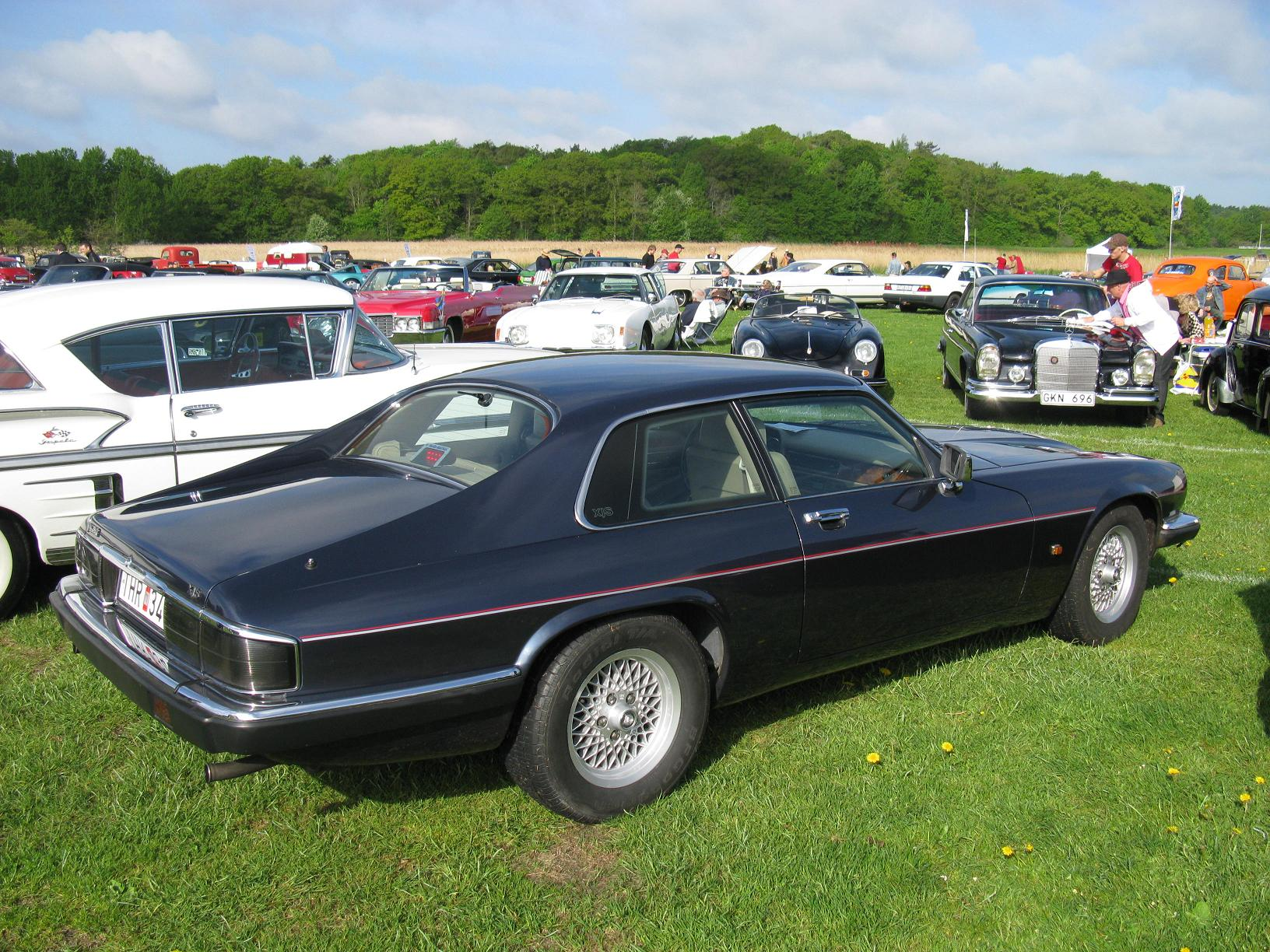
Una Jaguar XJS 4.0 litre del 1991, si notino i fanali posteriori, principale oggetto del restyling 1991

Nel marzo del 1993 dal VIN VIN 188105 (dal Model-Year '93), furono introdotte modifiche importanti alla meccanica, che acquistó il motore da 6.0 litri fino a quel momento riservato alle XJR-S (330 CV), ma in versione depotenziata a 308 CV, ed abbinato al cambio GM 4L80-E a 4 marce. All'interno fu introdotto il doppio airbag (di serie per il guidatore, ed a richiesta per il passeggero), sedili e pannelli furono completamente rivestiti in pelle, legno e alcantara e la strumentazione analogica venne rimpiazzata con altra, sempre analogica, ma simile a quella della nuova berlina XJ. Esternamente vennero montati nuovi cerchi da 16", il tappo della benzina divenne rotondo ed i classici paraurti in gomma e metallo cromato vennero sostituiti da altri avvolgenti, in composito plastico e in tinta con la carrozzeria, che meglio si raccordavano coi parafanghi.
Nel settembre 1993, dal VIN 190528, i I freni posteriori vennero spostati dalla configurazione inboard (al lato del differenziale) ai mozzi delle ruote. Nell'Aprile 1994 dal VIN 194775, furono introdotte modifiche importanti, venne proposto un aggiornamento del motore "AJ6", denominato adesso "AJ16", con cilindrata identica ma potenza portatat a 244 CV (21 in più del "vecchio" motore) grazie ad iniezione sequenziale del carburante e profilo più spinto dell'albero a camme. Questo nuovo motore venne abbinato ad una trasmissione automatica ZF 4HP24E, sempre a 4 rapporti, ma dotata di un convertitore di coppia a bassa inerzia e di controllo elettronico di selezione dei rapporti e, a detta di molti, tale motore è ritenuto il migliore prodotto da Jaguar, per affidabilità e fluidità di funzionamento (grazie ad una bobina per ciascuna candela), canto del cigno del mitico 6 cilindri in linea Jaguar, nato nel 1949. I poggiatesta divennero integrali al sedile (negli Stati Uniti questi furono introdotti prima). 

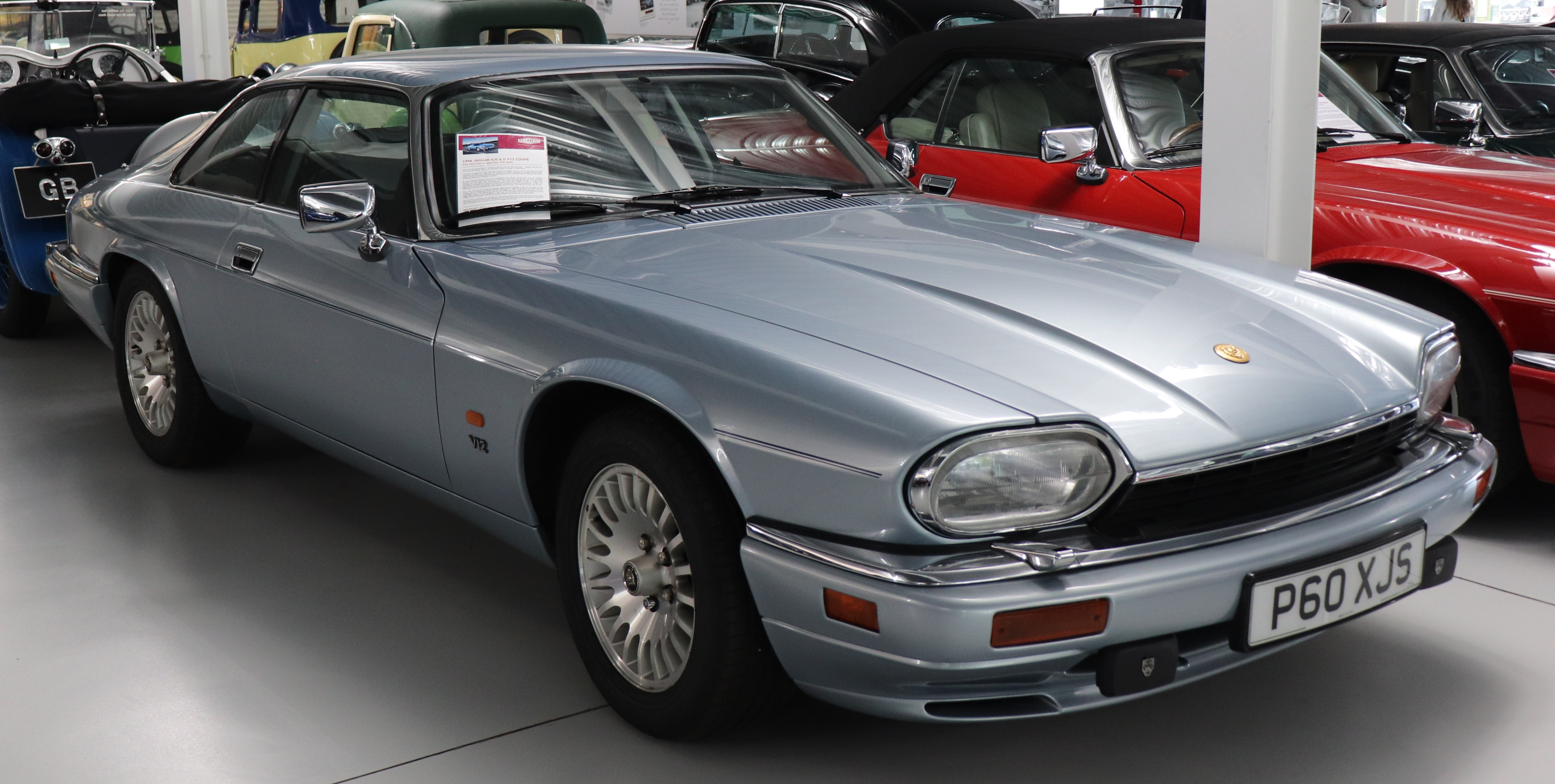
L'ultima Jaguar XJS prodotta, una Coupé 6.0 V12 del 1996 al British Heritage Motor Museum di Gaydon

Nell'ottobre 1994, dal VIN 198335, il sistema anti-bloccaggio Teves IV sostituí il precedente che non aveva offerto l'affidabilità desiderata. Nel 1995 furono prodotte solo 59 coupé 6.0 litri e nessuna per vendita al pubblico dal 1996. In questo periodo venne realizzato l'allestimento speciale "Insignia", disponibile anche per la berlina. Con un importante supplemento di prezzo gli allestimenti interni vennero resi più lussuosi con un interno in pelle (disponibile in 10 tonalità) particolarmente elaborato, impiallacciature in legno pregiato e tappetini in lana Wilton. I veicoli con questo allestimento sono estremamente rari (si stima siano stati costruiti circa 64 XJS - Insigna) e si distinguono dagli altri per la presenza degli stemmi "Insigna" sui parafanghi anteriori.
Il 4 aprile del 1996, dopo ben 21 anni, la XJS lasciò il posto alla nuova Jaguar XK8, dopo esser stata prodotta in ben 115,413 esemplari. Di questi 83,217 in versione V12 (da 5.3 litri a 6.0 litri), 9,990 col motre 3.6 litri e 21,702 con il 4.0 litri. L'ultima 6 cilindri 4.0 Convertibile e l'ultima V12 6.0 Coupé sono attualmente conservate al Jaguar Daimler Heritage Trust.

## Attività sportiva
Per promuovere la vettura come sportiva la XJ-S venne utilizzata anche nelle competizioni. Negli USA il team Quaker State - Group 44 realizzò una vettura da competizione che partecipò al campionato Trans Am, vincendo il titolo piloti nel 1977 con Bob Tullius. Tuttavia perse il titolo costruttori per 2 punti soltanto e perciò nel 1978 venne approntata una versione "silhouette" della XJ-S. Questa vettura manteneva solo il pannello del tetto in comune con la XJ-S di serie ma rispetto alla versione 1977 era molto più leggera e competitiva. Così nel 1978, anche grazie al contributo della vettura 1977 condotta da Brian Fuerstenau, la Jaguar vinse il titolo costruttori Trans-Am e Bob Tullius bissò quello piloti.

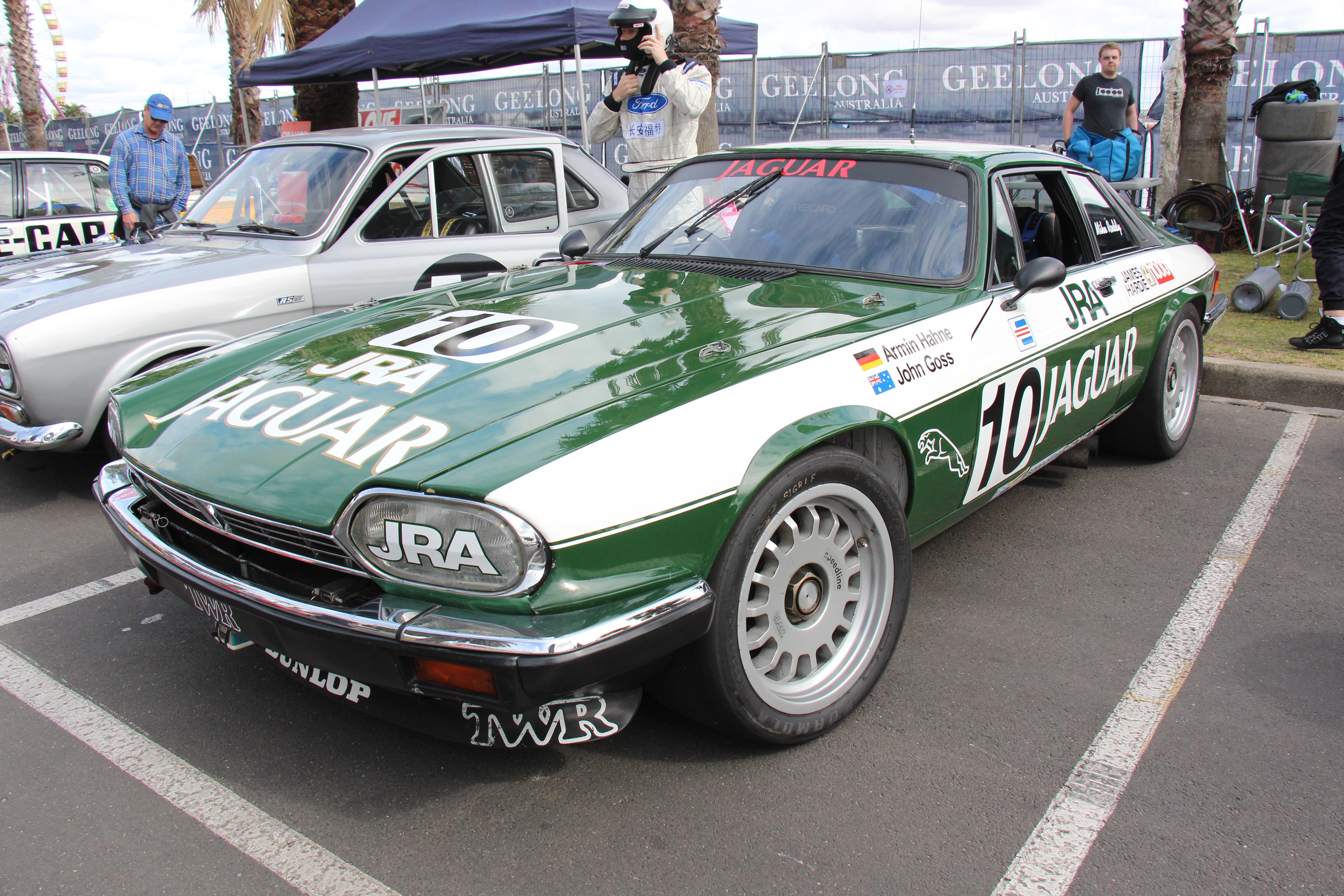
La Jaguar XJ-S da corsa preparata dalla TWR per John Goss e Armin Hahne

Nel 1979 una XJ-S 5.3 (Pre-HE) nera del 1978 con serbatoio supplementare condotta da Dave Heinz e Dave Yarborough vinse la Cannonball Run da New York a Los Angeles (4628 km) in 32 ore e 51 minuti ad una velocità media di oltre 140 km/h. Il record è durato fino al 1983.
Nel 1982, Tom Walkinshaw propose all'amministratore delegato Jaguar John Egan la possibilità di preparare una XJ-S per il campionato europeo turismo. L'idea, in funzione di garantire una buona visibilità mediatica alla vettura, piacque e la TWR iniziò la progettazione. Fu scelto proprio questo modello in quanto permetteva di montare pneumatici molto larghi ed era dotata di sospensioni indipendenti. Il propulsore V12 venne potenziato fino a 400 cv, sono stati aggiunti sistemi di sicurezza come i roll-bar e le sospensioni sono state abbassate ed irrigidite. Le gomme da competizione sono state fornite dalla Dunlop. La vettura venne messa in gara per la prima volta a Monza con la coppia Walkinshaw-Nicholson. Una serie di problemi minarono le prestazioni della vettura, la quale, una volta risolti, fu in grado di vincere, dopo 5 ritiri, 3 delle 4 gare finali, sfiorando il titolo. Nel 1983 le cose andarono meglio, con ben cinque vittorie, ma non bastarono per battere i rivali della BMW che correva con la M635 CSi. Nel 1984 vennero schierate tre vetture equipaggiate con un nuovo propulsore V12 elaborato dalla Cosworth, e questa volta, con sette vittorie, il campionato fu garantito.

## Versioni speciali

### Jaguar XJ Spider Pininfarina
Per rispondere a coloro che non vedevano nella XJ-S la degna erede della E-Type nel 1978 Pininfarina realizzò un prototipo che ne riprendesse la linea pur utilizzando la meccanica contemporanea. Il motore V12 5.3 litri della XJ-S erogava 284 CV ed era accoppiato ad un cambio automatico. Nonostante condividesse lo stesso pianale con la XJ-S, la XJ Spider Pininfarina era più corta, larga e dotata di un assetto più basso rispetto alla XJ-S, il che le conferiva un aspetto più sportivo. Vennero adottati la capote apribile in tela e i fanali anteriori a scomparsa oltre ad una strumentazione particolare all’interno. Nonostante tutto la vettura rimase un prototipo e non entrò mai in produzione.

### Daimler S / Daimler XJ-S
La Jaguar creò anche due prototipi col marchio Daimler. Il primo, dell'inizio del 1983, era una versione Daimler della XJ-S, denominata Daimler S ed aveva, oltre alla griglia del radiatore tipica del marchio, e il fregio posteriore sul bagagliaio, una linea a tre volumi, più classica rispetto a quella del modello da cui derivava, priva delle caratteristiche "pinne" posteriori. La linea del tetto risultava così simile a quella della XJ-SC. Il secondo prototipo, del 1987, era a passo lungo, sempre senza le caratteristiche pinne, ma con hard top. Entrambi i prototipi si trovano oggi al museo automobilistico di Coventry, ed entrambi i progetti vennero definitivamente accantonati perché i clienti Jaguar e Daimler in America ed in Inghilterra, chiamati ad esprimere il proprio giudizio, li ritennero troppo distanti dal design della XJ-S. La forma del finestrino posteriore e la fanaleria posteriore fumé a sviluppo orizzontale furono poi utilizzate nella rivisitazione stilistica, operata da Ford, nel 1991. 

### XJR-S
A partire dal 1988 venne prodotta una versione speciale ad alte prestazioni della XJ-S V12 5,3, la XJR-S. Fu prodotta da Jaguar Sport, una società separata di proprietà di Jaguar e TWR (50:50). Questa auto montava un equipaggiamento particolare, con cerchi in lega speciali, carrozzeria allargata e miglioramenti alle sospensioni e allo sterzo.
Le prime 100 di queste auto sono state denominate "Celebration Le Mans" per commemorare la vittoria della Jaguar XJR-9 alla maratona francese ottenuta nel 1988 e vendute solo nel Regno Unito. Tra il 1988 e il 1989 sono state prodotte un totale di 326 XJR-S con il motore da 5,3 litri. Dopo il settembre 1989, è stato introdotto uno speciale motore da 6,0 litri con un sistema di gestione del motore Zytek, che raggiungeva una velocità massima di 254 km/h. Questo era diverso dal motore standard da 6,0 litri usato nei successivi modelli XJS. La XJR-S è rimasta in produzione fino al 1993; un totale di 787 coupé e 50 cabriolet furono costruite per il mercato mondiale. Negli Stati Uniti, per commemorare lo spettacolare lancio della XJ220 nel 1992, un numero limitato di 100 coupé e convertibili XJR-S sono stati prodotti solo per il mercato americano. Questi hanno incluso 22 Coupé rosso segnale, 22 convertibili rosso segnale, 22 coupé Jet Black, 27 convertibili Jet Black, 2 coupé rosso Flamenco e 4 coupé e 1 convertibile Silver Frost affidate alla stampa.

### Lynx Eventer

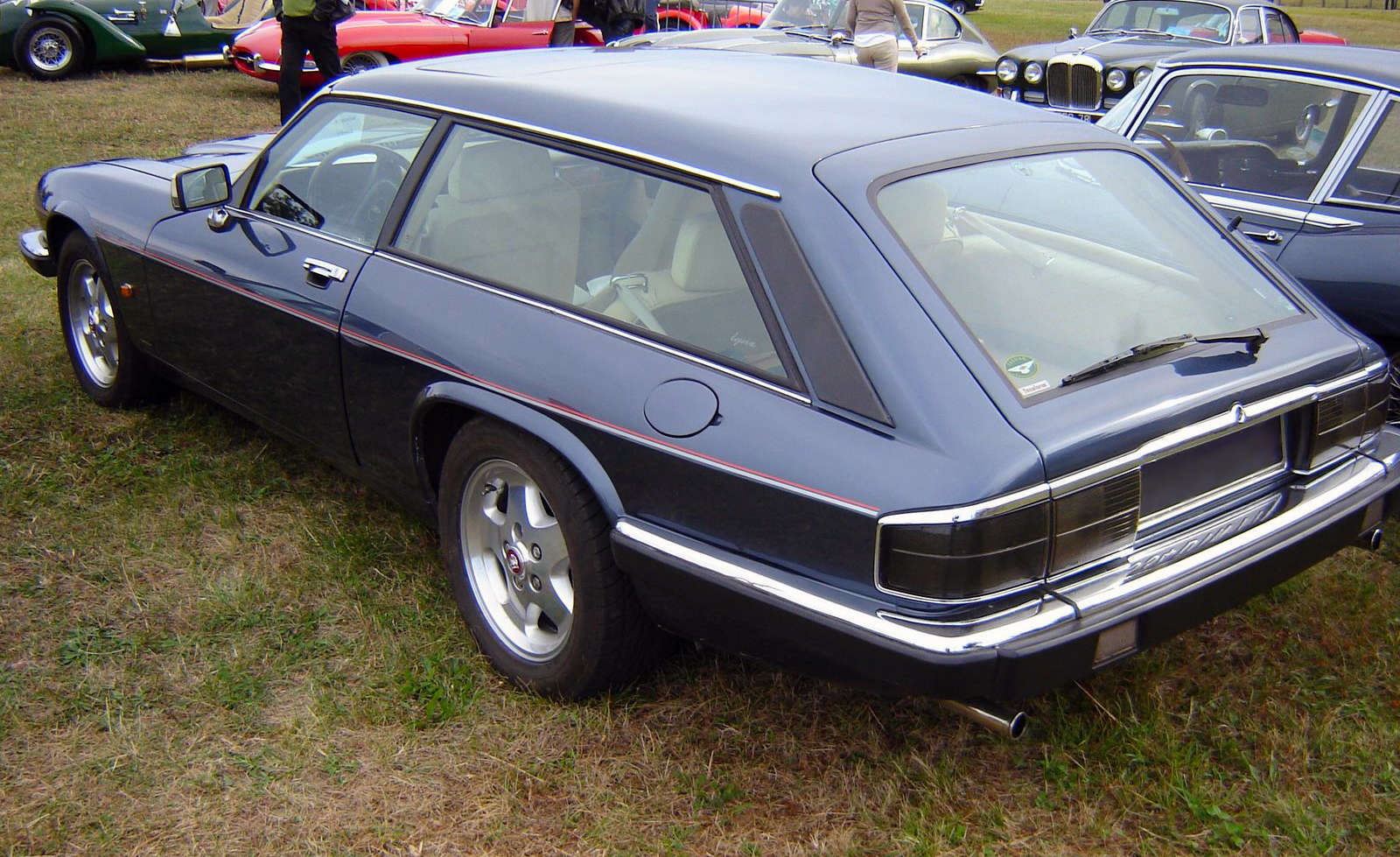
La vista posteriore di una Lynx Eventer, è subito evidente l'aggiunta del padiglione posteriore per creare la Shooting Brake

Numerosi XJS furono modificati dal carrozziere Lynx per diventare eleganti Shooting Brake, commercializzandole col nome di Lynx Eventer. I registri del carrozziere inglese suggeriscono che furono adattate 52 XJ-S pre-restyling e 15 XJS post-restyling, delle quali 18 con guida a sinistra e 49 a destra.

### Lister-Jaguar XJ-S
Nel 1986, la rinnovata Lister Cars guidata dall'ingegnere Laurence Pearce, in collaborazione con WP Automotive e BLE Automotive, offrì un kit di elaborazione ad alte prestazioni per la Jaguar XJS. Un totale di 90 auto dei clienti vennero convertite e vendute come Lister-Jaguar. 

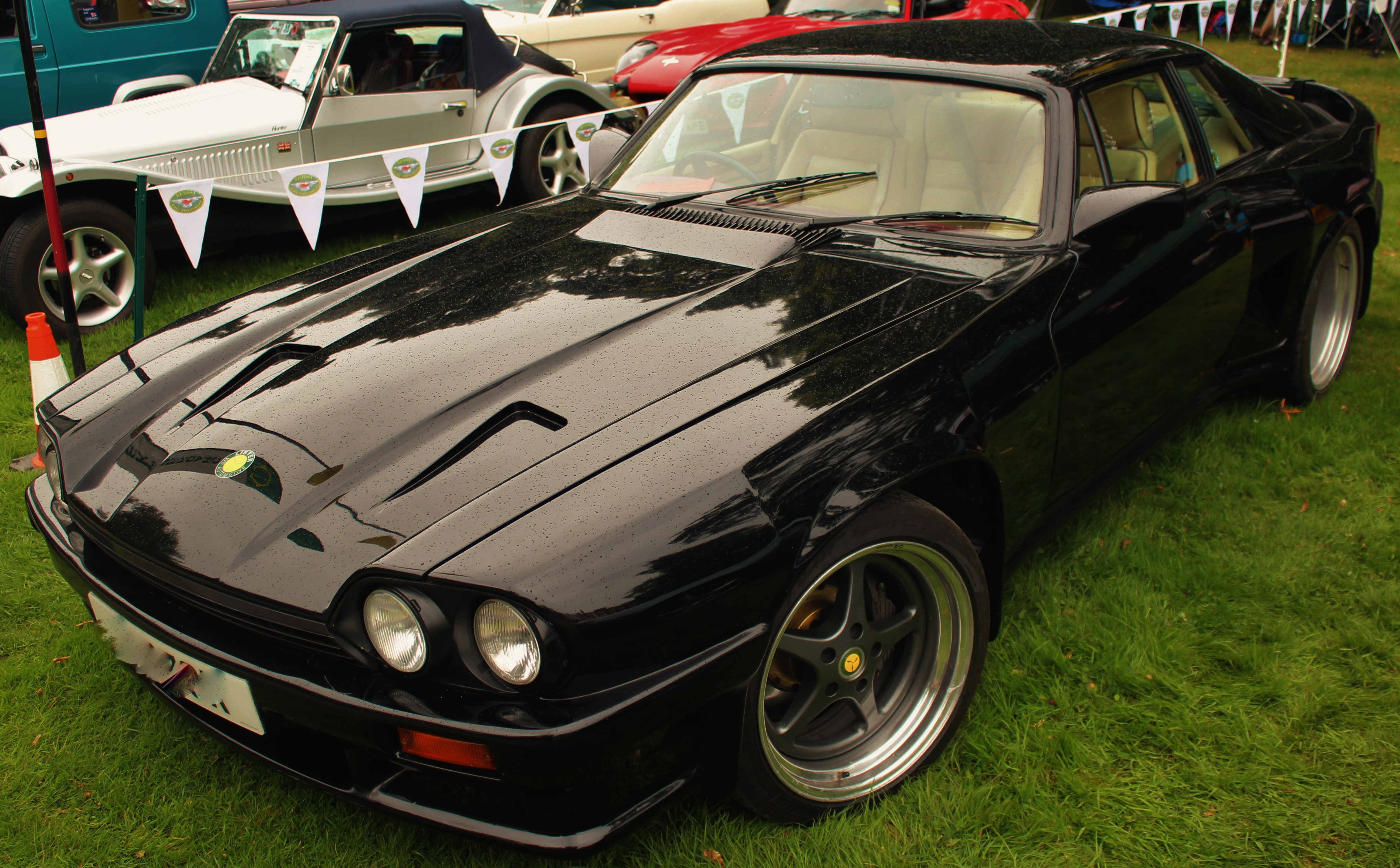
Una Lister-Jaguar XJ-S

Il pacchetto standard prevedeva un aumento della cilindrata del motore a 7 litri, un sistema di iniezione del carburante modificato con quattro iniettori e corpi farfallati aggiuntivi, albero motore rinforzato e bielle prodotte dalla Cosworth, un nuovo albero a gomiti, nuove testate, nuove valvole di aspirazione e scarico, nuovi cuscinetti di banco più scorrevoli. Il motore modificato che produceva 370 kW (496 CV) e 678 N⋅m di coppia venne accoppiato con un cambio manuale Getrag a 5 marce.
Le vetture erano dotate di ruote da 17 pollici con pneumatici Pirelli che misuravano 10 pollici nella parte anteriore e 13 pollici nella parte posteriore cosicché venne adottato un kit estetico con passaruota svasati per adattarsi alle nuove ruote larghe, spoiler posteriore e fanali posteriori modificati. Il sistema di sospensioni venne modificato adottando ammortizzatori Koni più rigidi del 30% rispetto all'originale e con una disposizione del telaio posteriore modificata con bracci trasversali e puntoni di reazione spostati per fornire una maggiore escursione e ridurre l'oscillazione dell'assale. L'impianto frenante aveva dischi dei freni autoventilanti, gli anteriori maggiorati e i posteriori spostati verso l'esterno per migliorare il raffreddamento. Anche l'interno venne modificato e ora aveva sedili avvolgenti Recaro e un nuovo volante sportivo. 
La vettura copriva lo 0-100 Km/h in 4,5 secondi e raggiungeva i 322 km/h. 
Alcuni clienti hanno ulteriormente modificato le loro auto con l'aggiunta del pacchetto "Le Mans". Il pacchetto comprendeva un nuovo cambio manuale Getrag a 6 marce, un nuovo sistema di scarico e due compressori volumetrici per raggiungere i 603 CV di potenza massima.

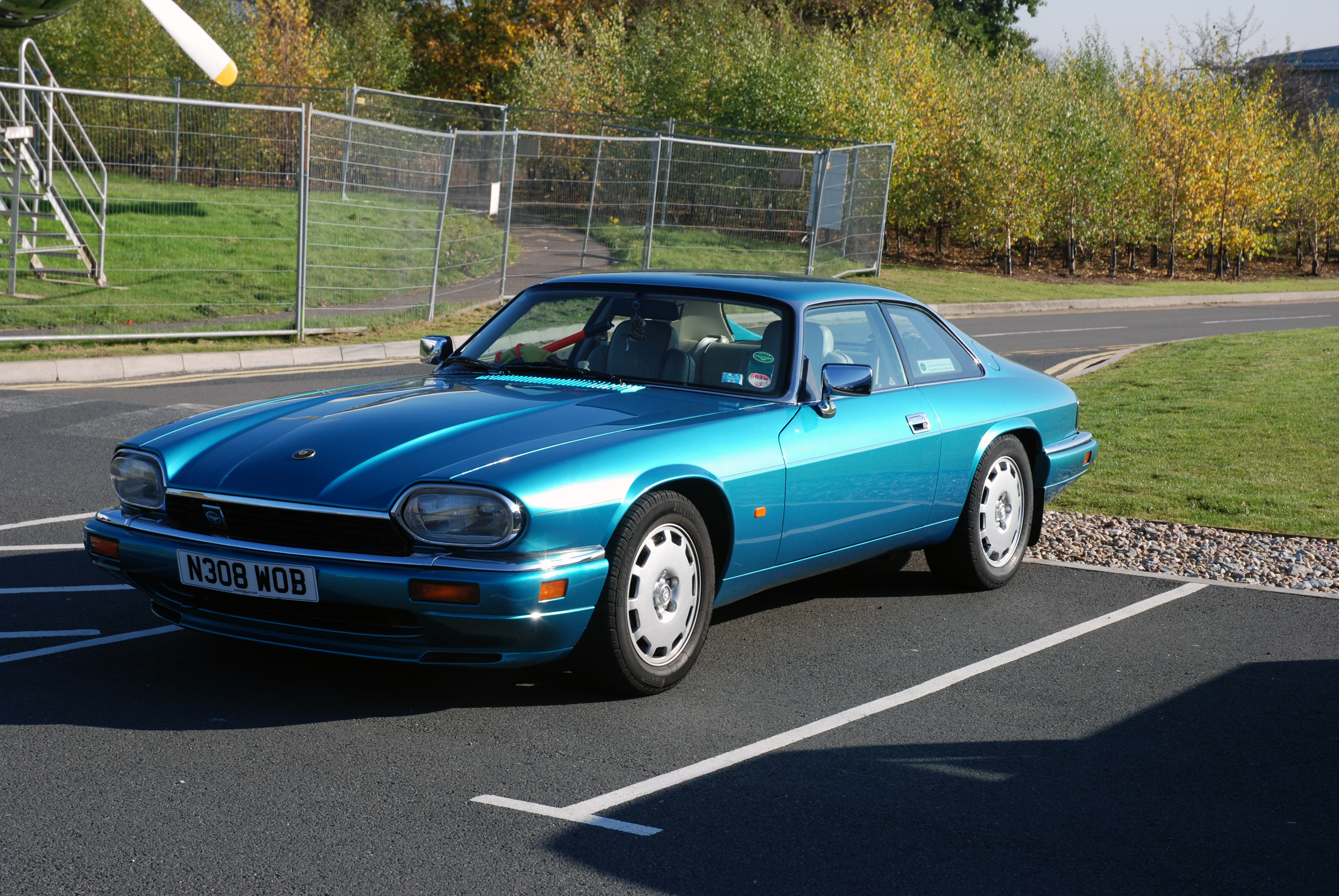
Una XJS Celebration 4.0

### Celebration Model
Nel maggio 1995, per celebrare i 60 anni della Jaguar, venne presentata la versione speciale "Celebration" (dal VIN 221855), equipaggiata con cerchi in lega "Aerosport" diamantati 7X16, specchietti e terminali di scarico cromati, coachlines (strisce decorative dipinte a mano) lungo tutta la fiancata, stemma sul cofano “Jaguar 4 Litre” dorato, logo Jaguar termoimpresso sui poggiatesta, sedili in pelle con piping a contrasto, volante in pelle e radica, pomello del cambio in radica, plancia rivestita in pelle e radica di noce alburno, cruscotto con fondini in plastica nera e impianto stereo Alpine con caricatore da 6 CD.
Ufficialmente a listino era presente solo la versione 4.0 Coupé e Convertibile, tuttavia "by special order" era possibile ancora ottenere la motorizzazione 6.0 V12. Tale versione veniva differenziata dal 4.0 montando cerchi diamantati a 20 razze, sfondo del cruscotto in radica, mancanza del logo Jaguar termoimpresso sui poggiatesta e doppio inserto dorato nella radica dei listelli delle porte. L'allestimento Celebration, nella varianti Coupé e Convertible (6341 esemplari 4.0 e 151 esemplari 6.0), è oggi il più ricercato dai collezionisti in quanto incarna l'estrema evoluzione del fascino e dell'eleganza della XJS.

## Caratteristiche tecniche
| Caratteristiche tecniche - Jaguar XJ-S HE V12 (1983)                                                                                      | Caratteristiche tecniche - Jaguar XJ-S HE V12 (1983) | Caratteristiche tecniche - Jaguar XJ-S HE V12 (1983) | Caratteristiche tecniche - Jaguar XJ-S HE V12 (1983) | Caratteristiche tecniche - Jaguar XJ-S HE V12 (1983) | Caratteristiche tecniche - Jaguar XJ-S HE V12 (1983) |
| --- | --- | --- | --- | --- | --- |
| | | | | | |
| Configurazione | | | | | |
| Carrozzeria: Coupé due porte | Carrozzeria: Coupé due porte | Posizione motore: anteriore longitudinale | Posizione motore: anteriore longitudinale | Trazione: posteriore | Trazione: posteriore |
| Dimensioni e pesi | | | | | |
| Ingombri (lungh.×largh.×alt. in mm): 4765 × 1795 × 1241                                                                                   | Ingombri (lungh.×largh.×alt. in mm): 4765 × 1795 × 1241 | Ingombri (lungh.×largh.×alt. in mm): 4765 × 1795 × 1241 | Ingombri (lungh.×largh.×alt. in mm): 4765 × 1795 × 1241 | Diametro minimo sterzata: | Diametro minimo sterzata: |
| Interasse: 2590 mm | Interasse: 2590 mm | Carreggiate: anteriore 1490 - posteriore 1505 mm | Carreggiate: anteriore 1490 - posteriore 1505 mm | Altezza minima da terra: | Altezza minima da terra: |
| Posti totali: 2 più 2 | Posti totali: 2 più 2 | Bagagliaio: | Bagagliaio: | Serbatoio: 91 litri | Serbatoio: 91 litri |
| Masse | a vuoto: 1755 kg | a vuoto: 1755 kg | a vuoto: 1755 kg | a vuoto: 1755 kg | a vuoto: 1755 kg |
| Meccanica | | | | | |
| Tipo motore: 12 cilindri a V di 60°, monoblocco e testate in lega leggera, albero motore con 7 supporti di banco, raffreddamento ad acqua | Tipo motore: 12 cilindri a V di 60°, monoblocco e testate in lega leggera, albero motore con 7 supporti di banco, raffreddamento ad acqua | Tipo motore: 12 cilindri a V di 60°, monoblocco e testate in lega leggera, albero motore con 7 supporti di banco, raffreddamento ad acqua | Cilindrata: (Alesaggio e corsa: 90 x 65 mm); 5343 cm³ | Cilindrata: (Alesaggio e corsa: 90 x 65 mm); 5343 cm³ | Cilindrata: (Alesaggio e corsa: 90 x 65 mm); 5343 cm³ |
| Distribuzione: 1 albero a camme in testa per bancata comandati da catena, 2 valvole per cilindro allineate                                | Distribuzione: 1 albero a camme in testa per bancata comandati da catena, 2 valvole per cilindro allineate | Distribuzione: 1 albero a camme in testa per bancata comandati da catena, 2 valvole per cilindro allineate | Alimentazione: impianto di iniezione EFI Lucas Opus MkII | Alimentazione: impianto di iniezione EFI Lucas Opus MkII | Alimentazione: impianto di iniezione EFI Lucas Opus MkII |
| Prestazioni motore | Potenza: 300 CV a 5.150 giri/minuto / Coppia: 41,4 Kgm a 2.800 giri/minuto | Potenza: 300 CV a 5.150 giri/minuto / Coppia: 41,4 Kgm a 2.800 giri/minuto | Potenza: 300 CV a 5.150 giri/minuto / Coppia: 41,4 Kgm a 2.800 giri/minuto | Potenza: 300 CV a 5.150 giri/minuto / Coppia: 41,4 Kgm a 2.800 giri/minuto | Potenza: 300 CV a 5.150 giri/minuto / Coppia: 41,4 Kgm a 2.800 giri/minuto |
| Accensione: elettronica breakerless Lucas Opus                                                                                            | Accensione: elettronica breakerless Lucas Opus | Accensione: elettronica breakerless Lucas Opus | Impianto elettrico: 12V, batteria 68 Ah | Impianto elettrico: 12V, batteria 68 Ah | Impianto elettrico: 12V, batteria 68 Ah |
| Frizione: convertitore di coppia | Frizione: convertitore di coppia | Frizione: convertitore di coppia | Cambio: automatico GM Turbo Hydra-Matic a 3 marce, differenziale autobloccante ZF | Cambio: automatico GM Turbo Hydra-Matic a 3 marce, differenziale autobloccante ZF | Cambio: automatico GM Turbo Hydra-Matic a 3 marce, differenziale autobloccante ZF |
| Telaio | | | | | |
| Corpo vettura | scocca portante in acciaio | scocca portante in acciaio | scocca portante in acciaio | scocca portante in acciaio | scocca portante in acciaio |
| Sterzo | a cremagliera, con servocomando | a cremagliera, con servocomando | a cremagliera, con servocomando | a cremagliera, con servocomando | a cremagliera, con servocomando |
| Sospensioni | anteriori: a ruote indipendenti, doppi quadrilateri sovrapposti, molle elicoidali, ammortizzatori idraulici telescopici e barra antirollio / posteriori: a ruote indipendenti, doppi quadrilateri, semiassi oscillanti, puntoni di reazione longitudinali, doppie molle elicoidali, doppi ammortizzatori idraulici telescopici e barra antirollio | anteriori: a ruote indipendenti, doppi quadrilateri sovrapposti, molle elicoidali, ammortizzatori idraulici telescopici e barra antirollio / posteriori: a ruote indipendenti, doppi quadrilateri, semiassi oscillanti, puntoni di reazione longitudinali, doppie molle elicoidali, doppi ammortizzatori idraulici telescopici e barra antirollio | anteriori: a ruote indipendenti, doppi quadrilateri sovrapposti, molle elicoidali, ammortizzatori idraulici telescopici e barra antirollio / posteriori: a ruote indipendenti, doppi quadrilateri, semiassi oscillanti, puntoni di reazione longitudinali, doppie molle elicoidali, doppi ammortizzatori idraulici telescopici e barra antirollio | anteriori: a ruote indipendenti, doppi quadrilateri sovrapposti, molle elicoidali, ammortizzatori idraulici telescopici e barra antirollio / posteriori: a ruote indipendenti, doppi quadrilateri, semiassi oscillanti, puntoni di reazione longitudinali, doppie molle elicoidali, doppi ammortizzatori idraulici telescopici e barra antirollio | anteriori: a ruote indipendenti, doppi quadrilateri sovrapposti, molle elicoidali, ammortizzatori idraulici telescopici e barra antirollio / posteriori: a ruote indipendenti, doppi quadrilateri, semiassi oscillanti, puntoni di reazione longitudinali, doppie molle elicoidali, doppi ammortizzatori idraulici telescopici e barra antirollio |
| Freni | anteriori: a disco autoventilanti / posteriori: a disco, con ABS e servofreno | anteriori: a disco autoventilanti / posteriori: a disco, con ABS e servofreno | anteriori: a disco autoventilanti / posteriori: a disco, con ABS e servofreno | anteriori: a disco autoventilanti / posteriori: a disco, con ABS e servofreno | anteriori: a disco autoventilanti / posteriori: a disco, con ABS e servofreno |
| Pneumatici | 215/70 VR15 / Cerchi: in lega leggera | 215/70 VR15 / Cerchi: in lega leggera | 215/70 VR15 / Cerchi: in lega leggera | 215/70 VR15 / Cerchi: in lega leggera | 215/70 VR15 / Cerchi: in lega leggera |
| Prestazioni dichiarate | | | | | |
| Velocità: 245 km/h | Velocità: 245 km/h | Velocità: 245 km/h | Accelerazione: 0-100 Km/h: 6,9 s. | Accelerazione: 0-100 Km/h: 6,9 s. | Accelerazione: 0-100 Km/h: 6,9 s. |
| Consumi | 17,7 litri/100km | 17,7 litri/100km | 17,7 litri/100km | 17,7 litri/100km | 17,7 litri/100km |
| Altro | | | | | |
| Note | dati della versione coupé | dati della versione coupé | dati della versione coupé | dati della versione coupé | dati della versione coupé |
| Fonte dei dati: Ruoteclassiche | | | | | |

| Caratteristiche tecniche - Jaguar XJS 4.0 (1994)                                                | Caratteristiche tecniche - Jaguar XJS 4.0 (1994) | Caratteristiche tecniche - Jaguar XJS 4.0 (1994) | Caratteristiche tecniche - Jaguar XJS 4.0 (1994) | Caratteristiche tecniche - Jaguar XJS 4.0 (1994) | Caratteristiche tecniche - Jaguar XJS 4.0 (1994) |
| ----------------------------------------------------------------------------------------------- | --- | --- | --- | --- | --- |
|                                                                                                 | | | | | |
| Configurazione                                                                                  | | | | | |
| Carrozzeria: Coupé due porte                                                                    | Carrozzeria: Coupé due porte | Posizione motore: anteriore longitudinale | Posizione motore: anteriore longitudinale | Trazione: posteriore | Trazione: posteriore |
| Dimensioni e pesi                                                                               | | | | | |
| Ingombri (lungh.×largh.×alt. in mm): 4820 × 1793 × 1241                                         | Ingombri (lungh.×largh.×alt. in mm): 4820 × 1793 × 1241 | Ingombri (lungh.×largh.×alt. in mm): 4820 × 1793 × 1241 | Ingombri (lungh.×largh.×alt. in mm): 4820 × 1793 × 1241 | Diametro minimo sterzata: | Diametro minimo sterzata: |
| Interasse: 2590 mm                                                                              | Interasse: 2590 mm | Carreggiate: anteriore 1490 - posteriore 1505 mm | Carreggiate: anteriore 1490 - posteriore 1505 mm | Altezza minima da terra: | Altezza minima da terra: |
| Posti totali: 2 più 2                                                                           | Posti totali: 2 più 2 | Bagagliaio: | Bagagliaio: | Serbatoio: 91 litri | Serbatoio: 91 litri |
| Masse                                                                                           | a vuoto: 1755 kg | a vuoto: 1755 kg | a vuoto: 1755 kg | a vuoto: 1755 kg | a vuoto: 1755 kg |
| Meccanica                                                                                       | | | | | |
| Tipo motore: 6 cilindri in linea, monoblocco e testate in lega leggera, raffreddamento ad acqua | Tipo motore: 6 cilindri in linea, monoblocco e testate in lega leggera, raffreddamento ad acqua | Tipo motore: 6 cilindri in linea, monoblocco e testate in lega leggera, raffreddamento ad acqua | Cilindrata: (Alesaggio e corsa: 91 x 102 mm); 3980 cm³ | Cilindrata: (Alesaggio e corsa: 91 x 102 mm); 3980 cm³ | Cilindrata: (Alesaggio e corsa: 91 x 102 mm); 3980 cm³ |
| Distribuzione: 2 alberi a camme in testa comandati da catena, 4 valvole per cilindro            | Distribuzione: 2 alberi a camme in testa comandati da catena, 4 valvole per cilindro | Distribuzione: 2 alberi a camme in testa comandati da catena, 4 valvole per cilindro | Alimentazione: impianto di iniezione Lucas | Alimentazione: impianto di iniezione Lucas | Alimentazione: impianto di iniezione Lucas |
| Prestazioni motore                                                                              | Potenza: 223 CV a 4.750 giri/minuto / Coppia: 37,7 Kgm a 3.900 giri/minuto | Potenza: 223 CV a 4.750 giri/minuto / Coppia: 37,7 Kgm a 3.900 giri/minuto | Potenza: 223 CV a 4.750 giri/minuto / Coppia: 37,7 Kgm a 3.900 giri/minuto | Potenza: 223 CV a 4.750 giri/minuto / Coppia: 37,7 Kgm a 3.900 giri/minuto | Potenza: 223 CV a 4.750 giri/minuto / Coppia: 37,7 Kgm a 3.900 giri/minuto |
| Accensione: elettronica Lucas                                                                   | Accensione: elettronica Lucas | Accensione: elettronica Lucas | Impianto elettrico: 12V, batteria 75 Ah | Impianto elettrico: 12V, batteria 75 Ah | Impianto elettrico: 12V, batteria 75 Ah |
| Frizione: convertitore di coppia                                                                | Frizione: convertitore di coppia | Frizione: convertitore di coppia | Cambio: automatico a 4 marce, differenziale autobloccante ZF | Cambio: automatico a 4 marce, differenziale autobloccante ZF | Cambio: automatico a 4 marce, differenziale autobloccante ZF |
| Telaio                                                                                          | | | | | |
| Corpo vettura                                                                                   | scocca portante in acciaio | scocca portante in acciaio | scocca portante in acciaio | scocca portante in acciaio | scocca portante in acciaio |
| Sterzo                                                                                          | a cremagliera, con servocomando | a cremagliera, con servocomando | a cremagliera, con servocomando | a cremagliera, con servocomando | a cremagliera, con servocomando |
| Sospensioni                                                                                     | anteriori: a ruote indipendenti, doppi quadrilateri sovrapposti, molle elicoidali, ammortizzatori idraulici telescopici e barra antirollio / posteriori: a ruote indipendenti, doppi quadrilateri, semiassi oscillanti, puntoni di reazione longitudinali, doppie molle elicoidali, doppi ammortizzatori idraulici telescopici e barra antirollio | anteriori: a ruote indipendenti, doppi quadrilateri sovrapposti, molle elicoidali, ammortizzatori idraulici telescopici e barra antirollio / posteriori: a ruote indipendenti, doppi quadrilateri, semiassi oscillanti, puntoni di reazione longitudinali, doppie molle elicoidali, doppi ammortizzatori idraulici telescopici e barra antirollio | anteriori: a ruote indipendenti, doppi quadrilateri sovrapposti, molle elicoidali, ammortizzatori idraulici telescopici e barra antirollio / posteriori: a ruote indipendenti, doppi quadrilateri, semiassi oscillanti, puntoni di reazione longitudinali, doppie molle elicoidali, doppi ammortizzatori idraulici telescopici e barra antirollio | anteriori: a ruote indipendenti, doppi quadrilateri sovrapposti, molle elicoidali, ammortizzatori idraulici telescopici e barra antirollio / posteriori: a ruote indipendenti, doppi quadrilateri, semiassi oscillanti, puntoni di reazione longitudinali, doppie molle elicoidali, doppi ammortizzatori idraulici telescopici e barra antirollio | anteriori: a ruote indipendenti, doppi quadrilateri sovrapposti, molle elicoidali, ammortizzatori idraulici telescopici e barra antirollio / posteriori: a ruote indipendenti, doppi quadrilateri, semiassi oscillanti, puntoni di reazione longitudinali, doppie molle elicoidali, doppi ammortizzatori idraulici telescopici e barra antirollio |
| Freni                                                                                           | anteriori: a disco autoventilanti / posteriori: a disco, con ABS e servofreno | anteriori: a disco autoventilanti / posteriori: a disco, con ABS e servofreno | anteriori: a disco autoventilanti / posteriori: a disco, con ABS e servofreno | anteriori: a disco autoventilanti / posteriori: a disco, con ABS e servofreno | anteriori: a disco autoventilanti / posteriori: a disco, con ABS e servofreno |
| Pneumatici                                                                                      | 225/60 / Cerchi: in lega leggera | 225/60 / Cerchi: in lega leggera | 225/60 / Cerchi: in lega leggera | 225/60 / Cerchi: in lega leggera | 225/60 / Cerchi: in lega leggera |
| Prestazioni dichiarate                                                                          | | | | | |
| Velocità: 224 km/h                                                                              | Velocità: 224 km/h | Velocità: 224 km/h | Accelerazione: 0-100 Km/h: 7,4 s. | Accelerazione: 0-100 Km/h: 7,4 s. | Accelerazione: 0-100 Km/h: 7,4 s. |
| Consumi                                                                                         | 12,7 litri/100km | 12,7 litri/100km | 12,7 litri/100km | 12,7 litri/100km | 12,7 litri/100km |
| Altro                                                                                           | | | | | |
| Note                                                                                            | dati della versione coupé | dati della versione coupé | dati della versione coupé | dati della versione coupé | dati della versione coupé |
| Fonte dei dati: Ruoteclassiche                                                                  | | | | | |